# Ballad Collection
「Ballad Collection」（抒情精選）是AAA的第1枚概念專輯。於2013年3月13日發行。唱片公司為avex trax。

## 概要
- 「Ballad Collection」是AAA第1張以Ballad曲為主的概念精選專輯。與上一張專輯「777 ～TRIPLE SEVEN～」相距約6個月。
- 收錄第11張單曲「口香糖」、第17張單曲「MIRAGE」的B面曲「Love Candle」、第20張單曲「啟程之歌」的B面曲「a piece of my word」、第25張單曲「不屈的心」的B面曲「Day by day」和第31張單曲「SAILING」的B面曲「WISHES」。
- 除了單曲，此專輯更收錄第1張專輯「ATTACK」的「邂逅的力量」和「我們的手」、第2張專輯「ALL」的「未完成」、第5張專輯「HEARTFUL」的「FIELD」、第6張專輯「Buzz Communication」的「one more tomorrow」；第2張迷你專輯「ALL/2」的「夢想的片段」、第3張迷你專輯「alohAAA!」的「Wonderful Life」和第4張迷你專輯「CHOICE IS YOURS」的「我所驚覺的任性自由」。
- 本作分「初回限定盤（Jacket A 2CDs+Goods）」、「Jacket B 2CDs」、「Jacket C CD盤」3種版本。
- 「初回限定盤（Jacket A 2CDs+Goods）」追加收錄7首成員獨唱歌曲，與前作「Another side of ＃AAABEST」相同。
- 與單曲「PARTY IT UP」同時發行。
- 在3月25日於公信榜单曲週排行榜取得第4位。

## 收錄內容

### CD

#### Disc 1
1. WISHES
（作詞・作曲：SHINJIROH INOUE 編曲：Sin）
31st單曲・伊藤洋華堂「Kent 2012 春夏」電視廣告歌曲
「SAILING」的B面曲
2. one more tomorrow
（作詞・作曲：小室哲哉 Rap詞：日高光啓 編曲：華原大輔）
6th專輯「Buzz Communication」曲目
西島隆弘・浦田直也・日高光啓・與真司郎・末吉秀太主唱
3. Day by day
（作詞・作曲：小室哲哉 Rap詞：日高光啓 編曲：齋藤真也）
25th單曲・avex artist academy廣告歌曲
「不屈的心」的B面曲
4. FIELD
（作詞・作曲：BOUNCEBACK Rap詞：日高光啓 編曲：Sin）
5th專輯「HEARTFUL」曲目
「進研ゼミ-中学講座- 畢業・進級應援活動」電視廣告歌曲
5. a piece of my word
（作詞：Kenn Kato 作曲・編曲：Sin）
20th單曲・京都和服「友禪」的廣告歌曲
「啟程之歌」的B面曲
宇野實彩子與伊藤千晃主唱
6. 我所驚覺的任性自由（あきれるくらいわがままな自由）
（作詞：Kenn Kato、作曲：ダイキ）
4th迷你專輯「CHOICE IS YOURS」曲目
西島隆弘・浦田直也・日高光啓・與真司郎・末吉秀太主唱
7. Love Candle
（作詞：jam 作曲：日比野裕史 編曲：水島康貴）
17th單曲・「MIRAGE」的B面曲
浦田直也・末吉秀太主唱
8. Wonderful Life
（作詞：中島有紀 作曲：Sin）
3rd迷你專輯「alohAAA!」曲目
9. 未完成（ミカンセイ）
（作詞：菜穂 作曲：h-wonder 編曲：家原正樹）
2nd專輯「ALL」曲目
10. 口香糖（チューインガム）
（作詞・作曲：中村中）
11th單曲
西島隆弘・浦田直也主唱
11. 夢想的片段（夢ノカケラ）
（作詞：中島有紀 作曲：Sin）
2nd迷你專輯「ALL/2」曲目
12. 邂逅的力量（出逢いのチカラ）
（作詞：Kenn Kato 作曲・編曲：face 2 fAKE）
1st專輯「ATTACK」曲目
西島隆弘・宇野實彩子主唱
13. 我們的手（ボクラノテ）
（作詞・作曲：石田匠 編曲：REO）
1st專輯「ATTACK」曲目

#### Disc 2（Jacket A、Jacket B）
Special Solo Self-Cover
1. Last Love
西島隆弘主唱
2. HORIZON
宇野實彩子主唱
3. 啟程之歌（旅ダチノウタ）
浦田直也主唱
4. SHE的真相（SHEの事実）
日高光啓主唱
5. Hasta la vista ～再見～（Hasta la vista 〜アスタ・ラ・ビスタ〜）
與真司郎主唱
6. Hide & Seek
末吉秀太主唱
7. Us
伊藤千晃主唱